# A Study of History
A Study of History é uma história universal de 12 volumes escrita pelo historiador britânico Arnold J. Toynbee, publicada de 1934 a 1961. Recebeu enorme atenção popular, mas, de acordo com o historiador Richard J. Evans, “apenas desfrutou de uma breve moda antes de desaparecer na obscuridade em que tem languido.” O objetivo de Toynbee era rastrear o desenvolvimento e a decadência de 19 ou 21 civilizações mundiais no registro histórico, aplicando seu modelo a cada uma delas, detalhando os estágios pelos quais todas passam: gênese, crescimento, época de problemas, estado universal e desintegração.
As 19 (ou 21) principais civilizações, conforme Toynbee as vê, são: egípcia, andina, suméria, babilônica, hitita, minoica, índica, hindu, síria, helênica, ocidental, cristã ortodoxa (com dois ramos: o principal ou bizantino e o da Rússia), do Extremo Oriente (com dois ramos: o principal ou chinês e o japonês-coreano), islâmica (com dois ramos que depois se fundiram: árabe e iraniana), maia, mexica e iucateque. Além disso, existem três “civilizações abortadas” (Civilização Cristã Extremo-Occidental Abortada, Civilização Cristã Extremo-Oriental Abortada, Civilização escandinava Abortada) e cinco “civilizações estagnadas” (polinésia, Esquimó, nômade, otomana, espartana), totalizando 27 ou 29.

## Títulos dos volumes
A obra em 12 volumes contém mais de 3 milhões de palavras e cerca de 7.000 páginas, além de 412 páginas de índices.
- Publicação de A Study of History[3]
  - Vol I: Introduction: The Geneses of Civilizations, parte um (Oxford University Press, 1934)
  - Vol II: The Geneses of Civilizations, parte dois (Oxford University Press, 1934)
  - Vol III: The Growths of Civilizations (Oxford University Press, 1934)
  - Vol IV: The Breakdowns of Civilizations (Oxford University Press, 1939)
  - Vol V: The Disintegrations of Civilizations, parte um (Oxford University Press, 1939)
  - Vol VI: The Disintegrations of Civilizations, parte dois (Oxford University Press, 1939)
  - Vol VII: Universal States; Universal Churches (Oxford University Press, 1954) [em formato de dois volumes no paperback]
  - Vol VIII: Heroic Ages; Contacts between Civilizations in Space (Encounters between Contemporaries) (Oxford University Press, 1954)
  - Vol IX: Contacts between Civilizations in Time (Renaissances); Law and Freedom in History; The Prospects of the Western Civilization (Oxford University Press, 1954)
  - Vol X: The Inspirations of Historians; A Note on Chronology (Oxford University Press, 1954)
  - Vol XI: Historical Atlas and Gazetteer (Oxford University Press, 1959)
  - Vol XII: Reconsiderations (Oxford University Press, 1961)
- Versões abreviadas por D. C. Somervell:
  - A Study of History: Abridgement of Vols I–VI, com prefácio de Toynbee (Oxford University Press, 1946)[4]
  - A Study of History: Abridgement of Vols VII–X (Oxford University Press, 1957)
  - A Study of History: Abridgement of Vols I–X in One Volume, com novo prefácio de Toynbee & novas tabelas (Oxford Univ. Press, 1960)
- Versão abreviada pelo autor e Jane Caplan:
  - A Study of History: The Abridged One-Volume Edition, com novo prefácio de Toynbee & um novo capítulo (Oxford University Press e Thames & Hudson, 1972)

## Gênese e Crescimento
Toynbee argumenta que as civilizações nascem a partir de sociedades mais primitivas, não como resultado de fatores raciais ou ambientais, mas como resposta a ‘’desafios’’, tais como um território hostil, terreno novo, golpes e pressões de outras civilizações e penalizações. Ele argumenta que, para as civilizações surgirem, o desafio deve ser um meio-termo; um desafio excessivo esmagará a civilização, e um desafio muito pequeno a fará estagnar. Ele argumenta que as civilizações continuam a crescer apenas quando enfrentam um desafio para então se deparar com outro, em um ciclo contínuo de “Desafio e Resposta”. Ele afirma que as civilizações se desenvolvem de maneiras diferentes devido aos seus diferentes ambientes e diferentes abordagens aos desafios que enfrentam. Ele sustenta que o crescimento é impulsionado por “minorias criativas”: aquelas que encontram soluções para os desafios e inspiram (em vez de obrigar) outras pessoas a seguirem seu caminho inovador. Isso ocorre por meio da “faculdade de mímesis”. As minorias criativas descobrem soluções para os desafios que uma civilização enfrenta, enquanto a grande massa segue essas soluções por imitação, soluções que de outra forma não seriam capazes de descobrir por conta própria.

Em 1939, Toynbee escreveu:
“O desafio de sermos chamados a criar uma ordem política mundial, a estrutura para uma ordem econômica mundial … agora confronta nossa sociedade Ocidental Moderna.”

## Declínio e Desintegração
Toynbee não vê o colapso das civilizações como causado pela perda de controle sobre o ambiente físico, pela perda de controle sobre o ambiente humano ou por ataques externos. Em vez disso, surge da deterioração da “minoria criativa”, que eventualmente deixa de ser criativa e degenera em uma mera “minoria dominante”.
Ele argumenta que as minorias criativas se deterioram devido a uma veneração de seu “antigo eu”, pela qual se tornam orgulhosas e não conseguem lidar adequadamente com o próximo desafio que enfrentam.

## Resultados do declínio
O declínio final resulta em “atos positivos de criação”; a minoria dominante procura criar um estado universal para preservar seu poder e influência, e o proletariado interno procura criar uma igreja universal para preservar seus valores espirituais e normas culturais.

### Estado universal
Ele argumenta que o sinal definitivo de que uma civilização entrou em colapso é quando a minoria dominante forma um “estado universal”, que sufoca a criatividade política dentro da ordem social existente. O exemplo clássico disso é o Império Romano, embora muitos outros regimes imperiais sejam citados como exemplos. Toynbee escreve:
“Primeiro, a Minoria Dominante tenta manter pela força — contra todo direito e razão — uma posição de privilégio herdado que deixou de merecer; e então o Proletariado retribui injustiça com ressentimento, medo com ódio, e violência com violência. No entanto, todo esse movimento termina em atos positivos de criação. A Minoria Dominante cria um estado universal, o Proletariado Interno uma igreja universal, e o Proletariado Externo um bando de hordas bárbaras.”

### Igreja universal
Toynbee desenvolveu seu conceito de “proletariado interno” e “proletariado externo” para descrever grupos de oposição bastante diferentes dentro e fora das fronteiras de uma civilização. No entanto, esses grupos acabam atrelados ao destino da civilização. Durante seu declínio e desintegração, eles são cada vez mais privados de direitos ou alienados, e assim perdem seu senso imediato de lealdade ou obrigação. Ainda assim, um “proletariado interno”, que não confia na minoria dominante, pode formar uma “igreja universal” que sobrevive ao fim da civilização, aproveitando estruturas úteis, como as leis de casamento, ao mesmo tempo em que cria um novo padrão filosófico ou religioso para a próxima fase da história.
Antes do processo de desintegração, a minoria dominante havia subjugado o proletariado interno dentro dos limites da civilização, fazendo com que esses oprimidos se tornassem amargos. O proletariado externo, vivendo fora da civilização em pobreza e caos, torna-se invejoso. Então, no estresse social resultante do fracasso da civilização, a amargura e a inveja aumentam drasticamente.
Toynbee argumenta que, à medida que as civilizações decaem, ocorre um “cisma” na sociedade. Nesse ambiente de discórdia, as pessoas recorrem ao arquismo (idealização do passado), ao futurismo (idealização do futuro), ao distanciamento (remoção de si mesmo das realidades de um mundo em declínio) e à transcendência (enfrentar os desafios da civilização em decadência com novos insights, por exemplo, seguindo uma nova religião). Dentre os membros de um “proletariado interno” que transcendem a decadência social, pode surgir uma “igreja”. Essa associação conteria novos e mais fortes insights espirituais, em torno dos quais uma civilização subsequente pode começar a se formar. Toynbee usa a palavra “igreja” em um sentido geral, por exemplo, para se referir a um vínculo espiritual coletivo encontrado em uma adoração comum, ou à unidade encontrada em uma ordem social acordada.

## Previsões
Resta saber o que será das quatro civilizações restantes do século XXI: civilização ocidental, sociedade islâmica, sociedade hindu e a do Extremo Oriente. Toynbee indica duas possibilidades: elas podem todas se fundir com a civilização ocidental, ou a civilização ocidental pode desenvolver um “Estado Universal” após sua “Época de Problemas”, definhar e morrer.

## Lista de civilizações
A tabela a seguir lista as 23 civilizações identificadas por Toynbee no vol. VII. Esta tabela não inclui o que Toynbee chama de sociedades primitivas, civilizações estagnadas ou civilizações abortadas. As civilizações estão em negrito. As “Igrejas Universais” de Toynbee aparecem em itálico e são localizadas cronologicamente entre as civilizações de segunda e terceira geração, conforme descrito no volume VII.
| 1ª geração                        | 2ª geração                          | Igreja universal   | 3ª geração                                                                                               |
| minoica                           | helênica (grega e romana)           | cristã             | Ocidental; Ortodoxa-russa; Ortodoxa-bizantina                                                            |
| minoica                           | síria (Israel Antiga, Fenícia etc.) | islã               | islâmica (nos estágios iniciais dividida em iraniana e árabe, civilizações que mais tarde se unificaram) |
| Shang                             | sinita (ver também Dinastia Han)    | Mahayana (Budismo) | Chinesa; japonesa-coreana (“Extremo Oriente”)                                                            |
| índica (Vale do Indo)             | índica                              | hinduísmo          | hindu |
| egípcia                           | egípcia                             | -                  | - |
| sumérica                          | hitita; babilônica                  | -                  | - |
| andina; maia; iucateque; mexicana | andina; maia; iucateque; mexicana   | -                  | - |

## Recepção
O historiador Carroll Quigley expandiu a noção de colapso civilizacional de Toynbee em The Evolution of Civilizations (1961, 1979). Ele argumentou que a desintegração social envolve a metamorfose de instrumentos sociais, criados para atender necessidades reais, em instituições que servem ao próprio interesse em detrimento das necessidades sociais.
O cientista social Ashley Montagu reuniu artigos de 29 outros historiadores para formar um simpósio sobre A Study of History, de Toynbee, publicado como Toynbee and History: Critical Essays and Reviews. O livro inclui três ensaios do próprio Toynbee: “What I am Trying to Do” (originalmente publicado em International Affairs, vol. 31, 1955); “What the Book is For: How the Book Took Shape” (um panfleto escrito após a conclusão dos volumes finais de A Study of History) e um comentário em resposta aos artigos de Edward Fiess e Pieter Geyl (publicado originalmente em Journal of the History of Ideas, vol. 16, 1955).
David Wilkinson sugere que existe uma unidade ainda maior do que a civilização. Usando as ideias derivadas da “Teoria do Sistema-Mundo”, ele propõe que, pelo menos desde 1500 a.C., houve uma conexão estabelecida entre várias civilizações antes separadas, formando um único “Sistema Central” interativo, que se expandiu para incluir civilizações antes independentes, como a Índia, o Extremo Oriente e, por fim, a Europa Ocidental e as Américas em um único “Sistema Mundial”. De certa forma, isso se assemelha ao que William H. McNeill chama de “Fechamento da Ecúmena eurasiática, 500 a.C.-200 d.C.”

### Legado
Após 1960, as ideias de Toynbee caíram tanto na academia quanto na mídia, a ponto de raramente serem citadas hoje. A abordagem de Toynbee à história, seu estilo de análise civilizacional, enfrentou ceticismo de historiadores tradicionais que julgaram dar ênfase excessiva ao divino, levando sua reputação acadêmica a cair, embora, por um tempo, a obra de Toynbee tenha permanecido popular fora do meio acadêmico. No entanto, o interesse ressurgiu décadas mais tarde com a publicação de The Clash of Civilizations (1997), do cientista político Samuel P. Huntington. Huntington via a história humana amplamente como a história de civilizações e sustentou que o mundo pós-Guerra Fria seria multipolar, constituído por grandes civilizações concorrentes, divididas por “linhas de falha”.
Na cultura popular, diz-se que as teorias de Toynbee sobre ciclos históricos e colapso civilizacional foram uma inspiração importante para os romances de ficção científica de Isaac Asimov na série Foundation.

### Judeus e armênios como uma “sociedade fóssil”
Na introdução de sua obra, Toynbee menciona alguns “fragmentos fossilizados” de sociedades, dentre outros, cita os armênios, que segundo ele desempenharam papel semelhante ao dos judeus no mundo islâmico.
“...e ainda outro remanescente siríaco, os monofisitas armênios gregorianos, desempenharam praticamente o mesmo papel no Mundo Islâmico.”
O Volume 1 do livro, escrito na década de 1930, contém uma discussão sobre a cultura judaica que começa com a frase
“Resta o caso em que as vítimas de discriminação religiosa representam uma sociedade extinta que só sobrevive como um fóssil. ... de longe o mais notável é um dos remanescentes fossilizados da Sociedade Siríaca, os judeus.”
Essa frase foi objeto de controvérsia, e alguns críticos a interpretaram como antissemita (principalmente depois de 1945). Em reimpressões posteriores, foi incluída uma nota de rodapé que diz:
“O Sr. Toynbee escreveu esta parte do livro antes da perseguição nazista aos judeus abrir um novo e terrível capítulo da história...”.
O tema é amplamente debatido, com contribuições de críticos, no Vol. XII, Reconsiderations, publicado em 1961.